# Jurassic World: Káoszelmélet
A Jurassic World: Káoszelmélet (eredeti cím: Jurassic World: Chaos Theory) 2024-től vetített amerikai 3D-s számítógépes animációs kalandsorozat, amelyet Scott Kreamer és Zack Stentz alkotott.
Az első évadot Amerikai Egyesült Államokban és Magyarországon is a Netflix mutatta be 2024. május 24-én. A második évad 2024. október 17-én jelent meg. A harmadik évadot 2025. április 3-án mutatták be.

## Ismertető
A Krétakori tábor után a hat gyerek újra egyesül, és egy olyan kalandba keverednek, amely során egy globális összeesküvést próbálnak leleplezni, ami egyaránt veszélyt jelent a dinoszauruszokra és az emberiségre, miközben fény derül az igazságra egyik társuk sorsáról.

## Szereplők

### Főszereplők
| Eredeti hang        | Szereplő              | Magyar hang     | Leírás |
| ------------------- | --------------------- | --------------- | --- |
| Paul-Mikél Williams | Darius Bowman         | Sándor Barnabás | A Nublar Hatos egyike, valamint dinoszauruszrajongó, aki segíti az Őslényvédelmi Hivatal munkáját a dinoszauruszok befogásában és védelmében.                                                                             |
| Darren Barnet       | Kenji Kon             | Nagy Gereben    | A Nublar Hatos egyike, valamint Darius örökbefogadott testvére, aki gyakorlott hegymászóoktató. |
| Sean Giambrone      | Ben Pincus            | Kálmán Barnabás | A Nublar Hatos egyike, aki összeesküvés-elméletek hívévé vált, miután rájött, hogy barátai veszélyben vannak, és megpróbálja újra összehozni őket.                                                                        |
| Kausar Mohammed     | Yasmina "Yaz" Fadoula | Rudolf Szonja   | A Nublar Hatos egyike, aki a Isla Nublaron átélt dinoszauruszos élmények után poszttraumás stressz szindrómából lábadozik, miközben egyetemre jár.                                                                        |
| Raini Rodriguez     | Sammy Gutierrez       | Hermann Lilla   | A Nublar Hatos egyike, valamint Yaz barátnője, aki a családi farmot vezeti. |
| Kiersten Kelly      | Brooklynn             | Vida Sára       | A Nublar Hatos egyike, valamint Kenji volt barátnője, akit egy nyomozás során gyanús körülmények között egy Allosaurus áldozatának hittek. Később azonban kiderül, hogy túlélte a támadást, bár egyik kezét elveszítette. |

### Mellékszereplők
| Eredeti hang             | Szereplő       | Magyar hang     | Leírás |
| ------------------------ | -------------- | --------------- | --- |
| Sumalee Montano          | Idomár         | Farkas Fanni    | Szófukar nő, akit azért béreltek fel, hogy levadássza a Nublari Hatokat, és ehhez egy csoport általa irányított Atrociraptort használ.                            |
| Benjamin Flores Jr.      | Brandon Bowman | Bogdán Gergő    | Darius bátyja. |
| Eugene Cordero           | Mateo          | Harcsik Róbert  | A Prehisztorikus Vadvédelmi Hivatal teherautó-sofőrje, aki segíti a Nublar Hatost.                                                                                |
| Chris Jai Alex           | Ross           | Tokaji Csaba    | Amerikai konzervatív rádiós személyiség. |
| Brock Powell             | Mo             | Hannus Zoltán   | Benzinkút tulajdonos, akinek segít Darius és Ben. |
| Steven Blum              | Jensen         | Lovas Dániel    | Korrupt Prehisztorikus Vadvédelmi Hivatal tiszt, aki illegálisan szállít dinoszauruszokat, hogy azokat a feketepiacon értékesítse.                                |
| Steven Blum              | Carl           | Szabó Andor     | Sammy rossz természetű szomszédja, aki erősen gyűlöli a dinoszauruszokat.                                                                                         |
| Luis Bermudez            | Bobby Nublar   | Kapácsy Miklós  | A Dinó Király Krétakori Kalandpark tulajdonosa. |
| Andrew Kishino           | Daniel Kon     | Dévai Balázs    | Kenji apja és a Mantah Corp. korábbi elnöke. Miután öt évet börtönben töltött, egy évig házi őrizetben élt. Később feláldozta magát fia életéért.                 |
| Philip Anthony-Rodriguez | Dudley Cabrera | Varga Gábor     | Korrupt Prehisztorikus Vadvédelmi Hivatal regionális igazgató. |
| Carmen Moore             | Ronnie         | Sági Tímea      | Prehisztorikus Vadvédelmi Hivatal törzsőrmester, paleoveterinárius, valamint Darius korábbi főnöke.                                                               |
| Alan Trinca              | Mike           | Fáncsik Roland  | A Prehisztorikus Vadvédelmi Hivatal egyik alkalmazottja. |
| Marwan Salama            | Davi           | Fáncsik Roland  | Amatőr, beépült újságíró, aki a Biosyn után nyomoz Máltán. |
| Anaiya Asomugha          | Zayna Mballo   | Engel-Iván Lili | Tinédzser lány, aki szüleivel együtt egy rizsfarmon él Szenegálban.                                                                                               |
| Cherise Boothe           | Aminata Mballo | Mezei Kitty     | Zayna anyja, aki vezeti a családi gazdaságot. |
| Samba Schutte            | Ousmane Mballo | Hám Bertalan    | Zayna apja és Aminata férje. |
| Skyler Gisondo           | Earnest        | Bergendi Áron   | A Dinoszaurusz Függetlenségi Front vezetője. |
| Dichen Lachman           | Soyona Santos  | Pap Katalin     | Egy nemzetközi dinoszaurusz-csempészhálózat vezetője, aki fekete piaci műveleteket irányít, amelyek klónozással és dinoszauruszok felfegyverzésével foglalkoznak. |
| Stephen Fu               | Lang kapitány  | Király Adrián   | Tengerész és csempész, aki egy konténerszállító hajón szolgált.                                                                                                   |
| Gideon Emery             | Sullivan       | Seder Gábor     | Lang kapitány legénységének tagja. |
| Ike Amadi                | Dr. Sarr       | Hamvas Dániel   | Soyona Santos egyik titkos szenegáli létesítményének vezető tudósa.                                                                                               |
| Evan Michael Lee         | Barry Sembène  | Galambos Péter  | A Jurassic World korábbi Velociraptor-idomára, aki azon dolgozik, hogy lebuktassa Santost.                                                                        |
| Beatrice Grannò          | Gia            | Staub Viktória  | Ben olasz távkapcsolatban élő barátnője, egy paleontológus hallgató, aki az észak-olaszországi nagymamájánál lakik.                                               |
| Isabella Rossellini      | Nonna          | Horváth Zsuzsa  | Gia babonás, de jószívű nagymamája. |
| Adam Harrington          | Lewis Dodgson  | Láng Balázs     | A Biosyn Genetics vezérigazgatója. |
| Sean Rohani              | Rio            | Orbán Gábor     | Dinoszaurusz árus a máltai feketepiacon. |

### Magyar változat
- Magyar szöveg: Fülöp Áron (1–2. évad), Béres Zsombor (3. évad)
- Lektor: Béres Zsombor
- Hangmérnök: Illés Gergely, Mihályfi Zsombor (3. évad)
- Vágó: Kajdácsi Brigitta
- Gyártásvezető: Gelencsér Adrienne
- Szinkronrendező: Dóczi Orsolya
- Prdukciós vezető: Madar Zoltán
- További magyar hangok: Balda Balázs, Farkas Fanni, Fekete Linda, Harcsik Róbert, Kis Horváth Zoltán, Németh Attila István, Sörös Miklós, Tárnok Csaba, Weigert Viktor

A szinkront a Mafilm Audio Kft. készítette.

## Dinoszauruszok és egyéb ősállatok a sorozatban
- Allosaurus
- Ankylosaurus
- Atrociraptor
- Baryonyx
- Becklespinax
- Brachiosaurus
- Carnotaurus
- Ceratosaurus
- Compsognathus
- Dilophosaurus
- Dimorphodon
- Gallimimus
- Kentrosaurus
- Lystrosaurus
- Majungasaurus
- Monolophosaurus
- Nasutoceratops
- Pachyrhinosaurus
- Parasaurolophus
- Pteranodon
- Pyroraptor
- Sinoceratops
- Stegosaurus
- Stygimoloch
- Suchomimus
- Tyrannosaurus rex
- Velociraptor

## Évados áttekintés
| Évad | Évad | Epizód | Amerikai sugárzás | Amerikai sugárzás | Amerikai adó      | Magyar sugárzás   | Magyar sugárzás | Magyar adó |
| Évad | Évad | Epizód | Évadpremier       | Évadfinálé        | Amerikai adó      | Évadpremier       | Évadfinálé      | Magyar adó |
| ---- | ---- | ------ | ----------------- | ----------------- | ----------------- | ----------------- | --------------- | ---------- |
|      | 1    | 10     | 2024. május 24.   | 2024. május 24.   |                   | 2024. május 24.   | 2024. május 24. |            |
|      | 2    | 10     | 2024. október 17. | 2024. október 17. | 2024. október 17. | 2024. október 17. |                 |            |
|      | 3    | 10     | 2025. április 3.  | 2025. április 3.  | 2025. április 3.  | 2025. április 3.  |                 |            |

## Epizódok

### 1. évad (2024)
| Sor. | Év. | Cím                                      | Rendező                      | Író                       | Premier                         |
| ---- | --- | ---------------------------------------- | ---------------------------- | ------------------------- | ------------------------------- |
| 1.   | 1.  | Utórengés (Aftershock)                   | Michael Mullen               | Scott Kreamer             | 2024. május 24. 2024. május 24. |
| 2.   | 2.  | Megálló (Rest Stop)                      | Zesung Kang                  | Bethany Armstrong Johnson | 2024. május 24. 2024. május 24. |
| 3.   | 3.  | Irány a farm (Down on the Ranch)         | Dan Forgione és Zesung Kang  | Travis Gunn               | 2024. május 24. 2024. május 24. |
| 4.   | 4.  | Tesók (Brothers)                         | Michael Mullen               | Sara Karimipour           | 2024. május 24. 2024. május 24. |
| 5.   | 5.  | Félúton (Halfway Home)                   | Robert Briggs és Zesung Kang | Nick "Rocket" Rodriguez   | 2024. május 24. 2024. május 24. |
| 6.   | 6.  | Szabadesés (Free Fall)                   | Dan Forgione                 | Travis Gunn               | 2024. május 24. 2024. május 24. |
| 7.   | 7.  | Akkor éjjel (That Night)                 | Michael Mullen               | Sara Karimipour           | 2024. május 24. 2024. május 24. |
| 8.   | 8.  | Az átadás (The Drop)                     | Robert Briggs és Zesung Kang | Nick "Rocket" Rodriguez   | 2024. május 24. 2024. május 24. |
| 9.   | 9.  | Homályban (Into the Fog)                 | Dan Forgione                 | Annie Arjarasumpun        | 2024. május 24. 2024. május 24. |
| 10.  | 10. | A kezdet vége (The End of the Beginning) | Michael Mullen               | Bethany Armstrong Johnson | 2024. május 24. 2024. május 24. |

### 2. évad (2024)
| Sor. | Év. | Cím                                             | Rendező        | Író                       | Premier                             |
| ---- | --- | ----------------------------------------------- | -------------- | ------------------------- | ----------------------------------- |
| 11.  | 1.  | Vihar közeleg (Batten Down the Hatches)         | Robert Briggs  | Nick "Rocket" Rodriguez   | 2024. október 17. 2024. október 17. |
| 12.  | 2.  | Partra vetett Ötös (The Marooned Five)          | Dan Forgione   | Travis Gunn               | 2024. október 17. 2024. október 17. |
| 13.  | 3.  | 0K05K1514NY86 (C13v3rGr186)                     | Michael Mullen | Peter Lee                 | 2024. október 17. 2024. október 17. |
| 14.  | 4.  | Az átállás (The Adjustment)                     | Robert Briggs  | Sara Karimipour           | 2024. október 17. 2024. október 17. |
| 15.  | 5.  | Veszélyes vizeken (Troubled Waters)             | Dan Forgione   | Nick "Rocket" Rodriguez   | 2024. október 17. 2024. október 17. |
| 16.  | 6.  | Felfelé a folyón (Up the River)                 | Michael Mullen | Annie Arjarasumpun        | 2024. október 17. 2024. október 17. |
| 17.  | 7.  | Egész estés (All Night Long)                    | Robert Briggs  | Travis Gunn               | 2024. október 17. 2024. október 17. |
| 18.  | 8.  | Laborlátogatás – 1. rész (Lab Partners: Part 1) | Dan Forgione   | Sara Karimipour           | 2024. október 17. 2024. október 17. |
| 19.  | 9.  | Laborlátogatás – 2. rész (Lab Partners: Part 2) | Michael Mullen | Peter Lee                 | 2024. október 17. 2024. október 17. |
| 20.  | 10. | Viszontlátás (Reunion)                          | Robert Briggs  | Bethany Armstrong Johnson | 2024. október 17. 2024. október 17. |

### 3. évad (2025)
| Sor. | Év. | Cím                                         | Rendező        | Író                     | Premier                           |
| ---- | --- | ------------------------------------------- | -------------- | ----------------------- | --------------------------------- |
| 11.  | 1.  | Potyautasok (Excess Baggage)                | Dan Forgione   | Nick "Rocket" Rodriguez | 2025. március 3. 2025. március 3. |
| 12.  | 2.  | Villa Paradiso (Villa Paradiso)             | Michael Mullen | Travis Gunn             | 2025. március 3. 2025. március 3. |
| 13.  | 3.  | A vezér (The Queen's Court)                 | Robert Briggs  | Annie Arjarasumpun      | 2025. március 3. 2025. március 3. |
| 14.  | 4.  | Tűzforró helyzet (Fire in the Piazza)       | Dan Forgione   | Sara Karimipour         | 2025. március 3. 2025. március 3. |
| 15.  | 5.  | Szakadás (Boiling Over)                     | Michael Mullen | Nick "Rocket" Rodriguez | 2025. március 3. 2025. március 3. |
| 16.  | 6.  | Beépülve (Undercover)                       | Robert Briggs  | Peter Lee               | 2025. március 3. 2025. március 3. |
| 17.  | 7.  | Döntéshelyzet (Decisions, Decisions...)     | Dan Forgione   | Travis Gunn             | 2025. március 3. 2025. március 3. |
| 18.  | 8.  | Nincs menekvés (No Escape)                  | Michael Mullen | Sara Karimipour         | 2025. március 3. 2025. március 3. |
| 19.  | 9.  | Hajtóvadászat (Active Pursuit)              | Robert Briggs  | Nick "Rocket" Rodriguez | 2025. március 3. 2025. március 3. |
| 20.  | 10. | Morituri Te Salutant (Morituri Te Salutant) | Dan Forgione   | Annie Arjarasumpun      | 2025. március 3. 2025. március 3. |

## A sorozat készítése
Amikor a Jurassic World: Krétakori tábor befejezték, a DreamWorks Animation Television és a Netflix vezetői érdeklődést mutattak egy folytatássorozat fejlesztése iránt. Bár Scott Kreamer, a Krétakori tábor showrunnere kezdetben visszautasította az ajánlatot, később mégis úgy döntött, hogy dolgozik egy második sorozaton, miután ő és társshowrunnere, Aaron Hammersley korai betekintést kaptak a Jurassic World: Világuralom című film történetébe, ami inspirációként szolgált számára egy közvetlen folytatás elkészítéséhez, amelyben a Krétakori tábor szereplőinek idősebb változatai szerepelnek – hasonlóan a későbbi Harry Potter-filmekhez. Miután eldöntötték, hogy belevágnak a sorozatba, újra összeálltak a történetszerkesztő Bethany Armstrong Johnsonnal, hogy közösen dolgozzanak ki egy új történetet.